# Dolichomitus shenefelti
Dolichomitus shenefelti är en stekelart som beskrevs av Baltazar 1961. Dolichomitus shenefelti ingår i släktet Dolichomitus och familjen brokparasitsteklar. Inga underarter finns listade i Catalogue of Life.